# Marea lovitură
Marea lovitură (engleză:  The Big Heat) (1953) este un film noir regizat de Fritz Lang, cu Glenn Ford, Gloria Grahame și Lee Marvin. Filmul prezintă povestea unui polițist care încearcă să distrugă de unul singur un sindicat al crimei organizate care controlează orașul său, după uciderea brutală a iubitei sale soții. Filmul a fost scris de fostul reporter de investigații criminalistice Sydney Boehm bazat pe un serial de William P. McGivern care a apărut în Saturday Evening Post și care a fost publicat ca un roman în 1952.
În 2011, a fost selectat pentru a fi inclus în Registrul Național de Film de către Biblioteca Congresului. 

## Distribuție
- Glenn Ford este Det. Sgt. Dave Bannion
- Gloria Grahame este Debby Marsh
- Lee Marvin este Vince Stone
- Jeanette Nolan este Bertha Duncan
- Alexander Scourby este Mike Lagana
- Jocelyn Brando este Katie Bannion
- Adam Williams este Larry Gordon, the car bomber
- Kathryn Eames este Bannion's sister-in-law
- Chris Alcaide este George Rose
- Peter Whitney este Tierney
- Willis Bouchey este Lt. Ted Wilks
- Robert Burton este  Det. Gus Burke
- Howard Wendell este Police Commissioner Higgins
- Michael Granger este Hugo (police clerk)
- Dorothy Green este Lucy Chapman
- Carolyn Jones este Doris
- Ric Roman este Baldy
- Dan Seymour este Mr. Atkins
- Edith Evanson este Selma Parker

## Liste aleInstitutului American de Film
- AFI's 100 Years...100 Thrills - Nominalizare[3]
- AFI's 100 Years...100 Movie Quotes: "We're sisters under the same mink." - Nominalizare[4]
- AFI's 10 Top 10 - Nominalizare la Filme cu Gangsteri[5]

## Vezi și
- Marea lovitură (film din 1998)